# My brand new day
「My brand new day」（マイ・ブラン・ニュー・デイ）は、古内東子の17枚目のシングル。2000年11月1日にソニー・レコードから18枚目「「そばにいて」」と同時リリース。規格品番：SRCL-4933。

## 収録曲
1. My brand new day
作詞・作曲：古内東子　編曲：村島一郎
2. Between the sheets （Isley Brothersのカバー）
3. Between the sheets （remix）
4. My brand new day （backtracks）
5. Between the sheets （backtracks）